# Guillaume Allène
Pour les articles homonymes, voir Allène (homonymie).
 (novembre 2023).
 (novembre 2017).
- Si vous ne connaissez pas le sujet, laissez ce bandeau (vous pouvez alors contacter les auteurs).
- Si vous supprimez le contenu mis en cause (vous pouvez préalablement contacter les auteurs),

argumentez précisément cette suppression dans la page de discussion
(un manque de référence n'est pas un argument ; une recherche réelle de référence doit avoir été effectuée, être formellement documentée).
Guillaume Allène, Guillermo Elena, dit le Capitaine provençal, né à Marseille en 1540 et mort à Cadix en 1601, est un marchand, marin et corsaire au service du Royaume de Navarre contre les Espagnols, Portugais et Néerlandais. En Espagne, à Cadix, il se fait appeler Guillermo Eleno.
Il épouse en 1563 Guillemette Gousse, fille de Gousse Nicolas et de Colette François. Au moment de leur mariage, Allène est maître pilote. Sa femme et lui sont huguenots. De 1563 à 1581, il est répertorié à La Rochelle comme marchand et bourgeois. Ils ont un enfant, Pierre, baptisé au temple le 5 février 1567, mais celui-ci meurt jeune.

## Biographie
Guillaume Allène, fils d'Antoine Allène et de Grassin Andriou, adhère à la Réforme et s'établit à La Rochelle aux environs de 1563, puis à Brouage à partir des années 1583. D'après le testament de Guillaume Allène fait à Cadix au profit de Samuel Champlain: Guillaume Allène dit avoir été marié à une tante sœur de la mère de Samuel Champlain. En l'état actuel des connaissances, aucun acte de cette union n'a été trouvé.

### Corsaire rochelais
Guillaume Allène est un marin de haute mer, tout à la fois maître de navire, armateur, et avitailleur. De par ses multiples fonctions, il acquiert une solide réputation de marin et devient corsaire.
Il effectue, en qualité de maître et pilote, plusieurs voyages sur les côtes africaines (Guinée, Cap-Vert, Sierra Leone et Brésil). En avril 1569, il reçoit ses lettres de marque de la reine de Navarre Jeanne d'Albret, mère du futur Henri IV, qui lui confie en 1572 le commandement du Prince, le plus gros navire de La Rochelle (300 tonneaux.)
En 1570, Guillaume Allène, capitaine corsaire du navire « l'Aventureuse », a pour mandat de faire la guerre aux ennemis de la religion protestante en combattant les espagnols les portugais et les néerlandais, ce qui lui vaut d'être parmi l'un des meilleurs corsaires de son époque.
À cette même époque, Philippe Strozzi, prépare une mystérieuse expédition de grande envergure. Guillaume Allène se voit nommé capitaine de l'un des navires d'Antoine  Escalin Baron de La Garde. Brutalement la Saint-Barthélemy (23-24 août 1572) met fin au projet.
En 1577, Brouage est assiégé par les troupes royales. Guillaume et son navire sont bloqués dans le port de Brouage devant la citadelle, depuis quelques jours le port de Brouage subit des tirs incessants des canons catholiques. Malgré le risque, Guillaume Allène décide de rejoindre le prince de Condé à Chef-de-Baie (rade de La Rochelle). Le 7 juillet, malgré la puissance navale catholique, Guillaume Allène force le blocus que Lancelot Voisin de La Popelinière pense bon de passer l'événement à la prospérité. Guillaume Allène sort vainqueur de ce combat naval, se réjouissant de n'avoir eu comme victimes que 11 hommes.

### Samuel de Champlain
Samuel Champlain, adulte, était peu bavard sur sa personne. Aucune représentation physique, aucun document écrit ne le représentent. Que la famille Champlain ait eu des attaches du côté de La Rochelle, cela ne fait aucun doute. Guillaume Allène, son oncle, à la fois corsaire et pilote d'un galion de Jeanne d'Albret, mère du futur roi Henri IV, a fait de très nombreux voyages entre La Rochelle et Brouage. Le père de Samuel Champlain lui-même pilote portuaire de par son titre a lui aussi été à La Rochelle.  Bref, Guillaume Allène et Antoine de Champlain se connaissaient sans doute. Ce dernier lui présente la sœur de sa femme, malheureusement son nom ne nous est pas connu. Il est probable qu’il songe à s’établir à Brouage pour se rapprocher des familles Le Roy et Champlain.

### Codicille de son testament
Guillaume Allène, de par notaire, « Marcos de Rivera, notaire à Cadix » rédige un codicille de son testament en faveur de son neveu Samuel Champlain où il exprime ses sentiments : « je déclare que j’ai un fort attachement et une grande affection pour Samuel Champlain, français, originaire de Brouage dans la province appelée Saintonge, ici présent, pour les nombreuses et bonnes actions qu’il a faites ainsi en ma faveur durant la maladie que j’ai subie et subis encore depuis de longs jours jusqu’à maintenant, en me soignant, me gardant et pourvoyant à toutes les choses dont j’ai eu besoin et [qu’on sache] aussi l’affection que je lui porte pour avoir été marié à une tante du susdit, sœur de sa mère, et pour d’autres motifs et justes considérations qui m’y incitent, et je le dispense de la preuve des motifs et considérations que j’ai de par ma libre volonté... »
Ce codicille de Guillaume Allène modifie le testament rédigé à Quimper en Bretagne  en 1597.
Samuel Champlain, de par ce codicille, hérite de trois legs: Un domaine viticole, le montant d'une dette qu'a contracté à son égard le Basque Ojelde Zalan, finalement lègue le montant de sa part du produit de la vente du navire Saint-Julien à La Havane, soit un huitième.

### Propriétés
En 1572, Guillaume Allène hypothèque sa villa des Quatre-vents à la Rochelle près de la place des Petits bancs.
Guillaume Allène en 1601, lègue à son neveu Samuel Champlain une maison et un domaine viticole de 12 hectares précisé sur l'acte des notaires Germains Tronson et Claude Dauvergne. Samuel de Champlain donnera ce domaine situé à La Jarne, à son ami et cartographe Charles Leber du Carlo fils,  le 29 décembre 1625, « ce sera à celui-ci d'engager des démarches pour le faire authentifier et récupérer le domaine de La Jarne. »
Guillaume Allène possède à La Rochelle et dans ses environs plusieurs propriétés  qui figurent dans un acte notarial successoral, « Marcos de Rivera, notaire à Cadix » dont une grande propriété agricole.

### Actes notariés
En 1576, Guillaume Allène change de signature. Sur un acte  figure le nom de son épouse Guillemette Gousse, à la première lettre de cette signature, un G majuscule pour Guillaume suivi d’un minuscule faisant office de particules devant Allène, ce qui donne G. dallene d'une écriture plus grosse, plus moderne Ce qui a compliqué les recherches des actes de ce personnage.
Sur un acte, figure trois lignes écrites de la  main de Guillaume Allène à côté de sa signature ou il précise qu’il ne sera pas donné de pots-de-vin sur ce navire. Il semblerait que ce soit le seul document où l’on peut certifier son écriture.
Guillaume Allène, fait l’objet d’une étude approfondie. 91 actes notariés ont été trouvés concernant ses nombreuses activités maritimes ; corsaire, marchand, capitaine, pilote, avitailleur et propriétaires de navires de 1563 à 1584 à La Rochelle. Tous ces actes, figure à l’inventaire des notaires de cette époque. (Tharazon, Boutet, Bomyer, Pancereau, Verdelet, Naudin) Leurs transcriptions ont débuté en novembre 2013 et seront achevées à la fin de 2014.Un acte est particulièrement intéressant, l’un de 1571 l’autre 1572, il authentifie la validité de la donation testamentaire de Guillaume Allène faite à Samuel Champlain[pas clair]. À la quatrième page du document, des archives historiques provinciales de Cadix. Guillaume Allène demande à son neveu Samuel Champlain, d’aller dans la province de Saint-Sébastien au sujet d’un compte qu’il a eu avec le sieur Opede Zalan provenant d’un navire de 150 tonneaux « l’aventureuse » que Guillaume Allène aurait confiés à celui-ci. Il a été retrouvé et transcrit que le sieur Ogier de Chala marinier, demeurant à Biarritz, de conduire l’aventureuse pour la pêche à la morue et autre poissonnerie, etc. Les actes sont concordants dans le nom du marinier Oelde Zalan en vieil espagnol et Ogier de Chala en français. Il est signé Guillaume Allène.

## Navires de Guillaume Allène
- La Jeanne : navire de 50 tonneaux concédés pour des dettes à Guillaume Allène, pour le conduire en Irlande. Dans l'acte du notaire Boutet, il est fait mention d'un associé « Charles Chalmot, » écuyer, seigneur de Beaulieu de la maison de Monseigneur le prince Condé.
- Le Lepurex : navire Hourque[13] de 20 tonneaux, acquis par Guillaume Allène à Patris  Hus  pour un quart de partie. Ce navire, par acte notarié est affrété pour un voyage commercial au Brésil.
- La Françoise : navire de 18 tonneaux, acquisition faite à la Rochelle de par notaire Boutet, entre le sieur Riffaut et sa femme et Guillaume Allène et son épouse Guillemette Gousse le 17 décembre 1575.
- Le Lézard : (40 tonneaux) commandé par Guillaume Allène pour un voyage de commerce au cap Vert (Guinée)le 13 janvier 1563.
- L'Espérance : avitaillé pour la pêche à la morue sur les bancs de Terre-Neuve, ceci fait à deux marchands, dont l'un est de La Rochelle et l'autre de Bristol en Angleterre. Le maître du navire et le pilote sont de La Tremblade, rivière Seudre, en Saintonge.
- L'Aventureuse : contrat fait à quatre marchands rochelais, passé par Guillaume Allène pour la vente de parts dans l'avitaillement du navire L'Aventureuse, le 29 mars 1572.
- Le Saint-Julien : navire de Guillaume Allène, affrété pour le transportent des troupes espagnoles cantonnées à Blavet (Port-Louis) en Bretagne, pour le rapatriement des dites troupes à Cadix, juillet 1598.
- La Bonne-Aventure
- Le Prince : 300 tonneaux
- La Poche ou le Charles : le nom du navire la Poche est confirmé sur deux actes notariés. Ce navire à plusieurs reprises a été affrété pour la course corsaire avec prise. Guillaume Allène précise sur un acte qu'il sera de retour de l'armée navale de cette ville (La Rochelle.) Le nom de la Poche est nommé pour la pêcherie et autres et le nom Charles pour la course.
- Le Jacques